# Gala Abu Ahmed
Gala Abu Ahmed est une ruine de forteresse dans l'oued Howar inférieur, au nord du Soudan. L'installation de 120 mètres sur 180 mètres est située à 110 kilomètres à l'ouest du Nil. Le fort a été découvert en 1984 par des archéologues de l'université de Cologne. Il date de la phase napatéenne (vers 750-350 av. J.-C.) du royaume de Koush. La datation au radiocarbone suggère que la forteresse était déjà utilisée vers 1100 av. J.-C. La fonction du bâtiment n'est pas encore claire.